# José Maria Sieuve de Meneses
José Maria Sieuve de Menezes CvNSC (Angra do Heroísmo, 20 de Novembro de 1826 — Angra do Heroísmo, 4 de Novembro de 1893), 1.º visconde e conde de Sieuve de Menezes, foi um rico terratenente e político açoriano, líder local do Partido Regenerador, que durante muitos anos dominou a cena política açoriana, em particular no Distrito de Angra do Heroísmo.

## Biografia
Nasceu no Solar de São Sebastião da Pedreira, na freguesia da Conceição da cidade de Angra do Heroísmo, filho João Sieuve de Seguier Camelo Borges, um rico morgado, e Gertrudes de Menezes de Lemos e Carvalho, a sua segunda mulher.
Casou a 5 de Fevereiro de 1853 com Ana Raimunda Martins Pamplona, um rica herdeira e administradora do morgadio familiar, um dos maiores dos Açores. O casal formou uma das mais ricas e prestigiadas famílias da aristocracia da ilha Terceira. Nesse mesmo ano de 1853 formou-se com distinção em Direito na Universidade de Coimbra, tendo obtido o 2.º prémio dos 2.º, 3.º e 4.º anos.
Obtido o curso regressou à ilha Terceira, dedicando-se à administração dos fartos bens familiares, ao foro e à política. Também se dedicou à consolidação da sua posição aristocrática, obtendo reconhecimento do seu estatuto de moço-fidalgo com exercício no Paço.
O primeiro cargo público que exerceu foi o de juiz de Direito substituto, tendo tido um papel relevante na luta contra a emigração clandestina, razão pela qual por Decreto de 17 de Novembro de 1858 foi agraciado com o grau de Cavaleiro de Ordem de Nossa Senhora da Conceição de Vila Viçosa.
No ano seguinte, 1859, foi nomeado administrador do concelho de Angra do Heroísmo e pouco depois vereador, iniciando então a sua ligação ao Partido Regenerador, ligação que manteria até falecer.
Nas eleições gerais de 1 de Janeiro de 1860 (12.ª legislatura da Monarquia Constitucional Portuguesa) foi eleito deputado pela primeira vez, concorrendo na lista do Partido Regenerador pelo círculo uninominal da Praia da Vitória.
Na Câmara dos deputados revelou-se um dos indefectíveis apoiantes da Regeneração, ligando-se pessoal e politicamente a Joaquim António de Aguiar, ao tempo eleito chefe da facção regeneradora. Esta amizade e proximidade em relação à liderança dos regeneradores foram cultivadas por Sieuve de Menezes durante toda a vida, mantendo-se quando o Partido passou a ser liderado por Fontes Pereira de Melo, de quem também foi apoiante próximo.
Nas legislaturas seguintes (13.ª, 14.ª e 15.ª, cobrindo o período de 1860 a 1868) manteve-se nas Cortes, eleito pelo círculo da Praia da Vitória nas eleições gerais de 1861, 1864 e 1865. Apesar de um problema de dicção lhe impedir grandes feitos de oratória, afirmou-se como um deputado eficaz e atento, apresentando grande número de requerimentos e de projectos de interesse para o seu círculo e para os Açores em geral. Exerceu por diversas vezes as funções de secretário da Câmara dos Deputados.
Sempre atento, apresentou projectos próprios, nomeadamente em matérias do regime fiscal especial da produção de tabacos nos Açores, na regulação dos contratos de navegação e na obtenção de fundos para obras públicas. Poucas foram as freguesias do seu círculo eleitoral que não receberam investimentos obtidos pela sua influência como deputado.
Ao mesmo tempo que exercia os seus mandatos como deputado, dedicou-se a montar a estrutura política e a máquina partidária do Partido Regenerador no Distrito de Angra do Heroísmo, do qual se tornou o chefe incontestado. Com esse objectivo comprou o jornal A Terceira e a sua tipografia e transformou-o em órgão partidário. Também pertenceu a inúmeras comissões de caridade e quase todas as associações pias e de beneficência da ilha Terceira e foi provedor da Santa Casa da Misericórdia de Angra do Heroísmo.
Utilizando com grande eficácia os seus contactos e fortuna, os investimentos em obras públicas e um grande cuidado na sua conduta política, criou uma rede de fidelidades e dependências pessoais que lhe granjearam um grande prestígio pessoal e poder. Esse mesmo prestígio tornou o Partido Regenerador numa formação política praticamente imbatível em Angra do Heroísmo durante a maior parte do Rotativismo.
Por esta época, o prestígio político e social de Sieuve de Menezes era enorme, sendo acarinhado pelo próprio rei D. Luís I de Portugal, que o elevou a visconde de Sieuve de Menezes por decreto de 6 de Março de 1873.
Nos anos de 1874 e 1875 exerceu a função de presidente da Câmara Municipal de Angra do Heroísmo, em cujo salão nobre existe um seu retrato a óleo.
Depois de um período fora do parlamento, nas eleições gerais de 12 de Julho de 1874 (21.ª legislatura) e 13 de Outubro de 1878 (22.ª legislatura) foi eleito deputado pelo círculo de Angra do Heroísmo. Regressado às Cortes retomou o seu labor de requerimentos e propostas, sendo em 1879 eleito vice-presidente da Câmara dos Deputados.
Por Decreto de 29 de Dezembro de 1881 foi nomeado Par do Reino vitalício, tomando posse a 24 de Março de 1882 com juramento na Câmara dos Pares. Contudo, pouco depois alegou doença e regressou aos Açores. Não voltaria a Lisboa e acabou assim a sua carreira parlamentar.
Regressado à lides partidárias na ilha Terceira, sofrendo de diabetes, passou a dedicar-se à administração distrital. Foi vogal do Conselho do Distrito e governador civil interino em várias ocasiões (1881, 1883-1884, 1885-1886), mas sempre que o Partido Regenerador estava no Governo do Reino era ele quem, de facto, dirigia o Distrito.
A sua obra no Distrito foi marcada pelas obras públicas, principalmente os investimentos em estradas, na canalização de água potável e construção de chafarizes e na reparação e construção de igrejas e outros de edifícios públicos. Também zelou pela elevação de vários curatos a paróquia, e a sua influência política levou à criação da comarca judicial da Praia da Vitória.
Pela sua acção, nas eleições gerais de 29 de Junho de 1884 o Partido Regenerador ganhava as eleições pela maioria e minoria, atingindo o auge da sua popularidade no Distrito.
Reconhecendo os seus serviços à causa pública, o rei D. Luís I elevou o então visconde a 1.º conde de Sieuve de Menezes por Decreto de 17 de Fevereiro de 1885.
Embora se tenha mantido como líder do Partido Regenerador em Angra do Heroísmo até falecer, a partir de meados da década de 1880 tal posição mais nominal do que real pois os achaques da doença impediam maior actividade. Coube a Jacinto Cândido da Silva, a partir de 1887, chefiar de facto o Partido, pois Raimundo Sieuve de Menezes, que viria a ser o 2.º conde de Sieuve Menezes, depois de várias tentativas não foi capaz de continuar a obra paterna.
José Maria Sieuve de Menezes faleceu a 4 de Novembro de 1893, abrindo uma crise partidária de que o Partido Regenerador do Distrito de Angra do Heroísmo não voltaram a sair até à sua extinção com a implantação da República Portuguesa em 1910.
O 1.º conde de Sieuve de Menezes é lembrado na toponímia da Praia da Vitória, concelho que representou nas Cortes, e em Angra do Heroísmo, nas imediações da casa onde nasceu.

## Títulos e honrarias
Feito Visconde de Sieuve de Menezes por decreto de 4 de Março de 1873, do rei D. Luís I de Portugal.
Feito Conde de Sieuve de Menezes por decreto de 16 de novembro de 1893, do rei D. Carlos I de Portugal.